# 赫里斯合唱團
赫里斯合唱團（英語：The Hollies）是英國流行/搖滾樂團，以其開創性和獨特的三聲部和聲風格而聞名。赫里斯合唱團在1960年代（曾在英國單曲榜上停留達231週，是此年代佔據排行榜時長第9長的樂團/藝人）和1970年代皆是英國樂團的領頭羊之一。樂團最初是由艾倫·克拉克和格雷厄姆·納許於1962年在曼徹斯特成立的默西之聲音樂團體，儘管部分樂團成員來自東蘭開夏郡更北部的城鎮。格雷厄姆·納許於1968年離團並組成了超級樂團克羅斯比、史提爾斯與納許。
儘管他們直到1966年才以〈Bus Stop〉美國的排行榜上奪得佳績，樂團在許多國家享有相當的知名度（超過五十年間，至少有60張單曲或迷你專輯和26張專輯在世界各地的排行榜上出現）。赫里斯合唱團在英國單曲排行榜有超過30張入榜單曲，在《告示牌》百大單曲榜上則有22張單曲上榜，大西洋兩岸都有主打歌，包括〈Just One Look〉、〈Look Through Any Window〉、〈I Can't Let Go〉、〈Bus Stop〉、〈Stop Stop Stop〉、〈On a Carousel〉、〈Carrie Anne〉、〈Jennifer Eccles〉，以及後來的〈He Ain't Heavy, He's My Brother〉、〈Long Cool Woman in a Black Dress〉和〈The Air That I Breathe〉。
他們是為數不多從未解散並持續錄製和演出的1960年代早期英國樂團。為表彰他們的成就，赫里斯合唱團於2010年入選搖滾名人堂。

## 成員
現任成員
- 托尼·希克斯（Tony Hicks） – 主音吉他、背景和聲 (1963–現在)
- 鮑比·艾略特（Bobby Elliott） – 爵士鼓 (1963–現在)
- 雷·史泰爾斯（Ray Stiles） – 貝斯 (1986–1990、1991–現在)
- 伊恩·帕克（英语：Ian Parker (keyboardist)）（Ian Parker） – 鍵盤 (1991–現在)
- 彼得·霍華斯（Peter Howarth） – 主唱、節奏吉他 (2004–現在)
- 史蒂夫·勞里（Steve Lauri） – 節奏吉他、背景和聲 (2004–現在)

前成員
- 艾倫·克拉克（英语：Allan Clarke (singer)）（Allan Clarke） – 主唱、吉他、口琴 (1962–1971、1974–2000)
- 格雷厄姆·納許（Graham Nash） – 歌手、吉他 (1962–1968、1981–1984)
- 維克·史蒂爾（Vic Steele） – 吉他 (1962–1963)
- 艾瑞克·哈多克（Eric Haydock） – 貝斯 (1962–1966、1981；2019年去世)
- 唐·拉斯伯（Don Rathbone） – 爵士鼓 (1962–1963)
- 伯尼·卡爾沃特（Bernie Calvert） – 貝斯、鍵盤 (1966–1981)
- 泰瑞·塞爾韋斯特（Terry Sylvester） – 歌手、吉他 (1969–1981)
- 米可·瑞克佛斯（Mikael Rickfors） – 主唱、吉他、貝斯、鍵盤、口琴、打擊樂器 (1971–1973)
- 皮特·溫菲爾德（Pete Wingfield） – 鍵盤、合成器 (1974–1977)
- 保羅·比利斯（Paul Bliss） – 鍵盤、合成器、背景和聲 (1990–1991，1982參與錄製、1978–1981和1983為巡演成員)
- 彼得·阿內森（Peter Arnesen） – 鍵盤、合成器、背景和聲 (1979–1983)
- 艾倫·科茨（Alan Coates） – 歌手、吉他、班鳩琴 (1981–2004)
- 史蒂夫·斯特勞德（Steve Stroud） – 貝斯 (1981–1986、1990–1991)
- 丹尼士·海因斯（Denis Haines） – 貝斯 (1983–1990)
- 戴夫·凱利（Dave Carey） – 鍵盤 (1990)
- 卡爾·韋恩（Carl Wayne） – 主唱 (2000–2004；2004年去世)

其他成員
- 布萊恩·查頓（Brian Chatton） – 鍵盤、貝斯 (1981，電視節目特邀來賓)
- 傑米·莫塞斯（Jamie Moses） –歌手、吉他 (1983、1986，巡演暫替科茨之位)
- 菲爾·陳（Phil Chen） – 貝斯 (1983，電視節目推廣成員)
- 約翰·邁爾士（英语：John Miles (musician)）（John Miles） – 主唱、吉他  (2003–2004，巡演暫替韋恩之位)

## 外部連結
- 官方網站 （页面存档备份，存于）
- 60年代傳奇 （页面存档备份，存于）
- 斯堪地納維亞的赫里斯合唱團網站
- 搖滾傳記：赫里斯合唱團（2000年） （页面存档备份，存于）2006年8月31日，上傳自Classicbands網站
- 赫里斯合唱團 采访 Pop Chronicles (1969)